# Haus im Turm

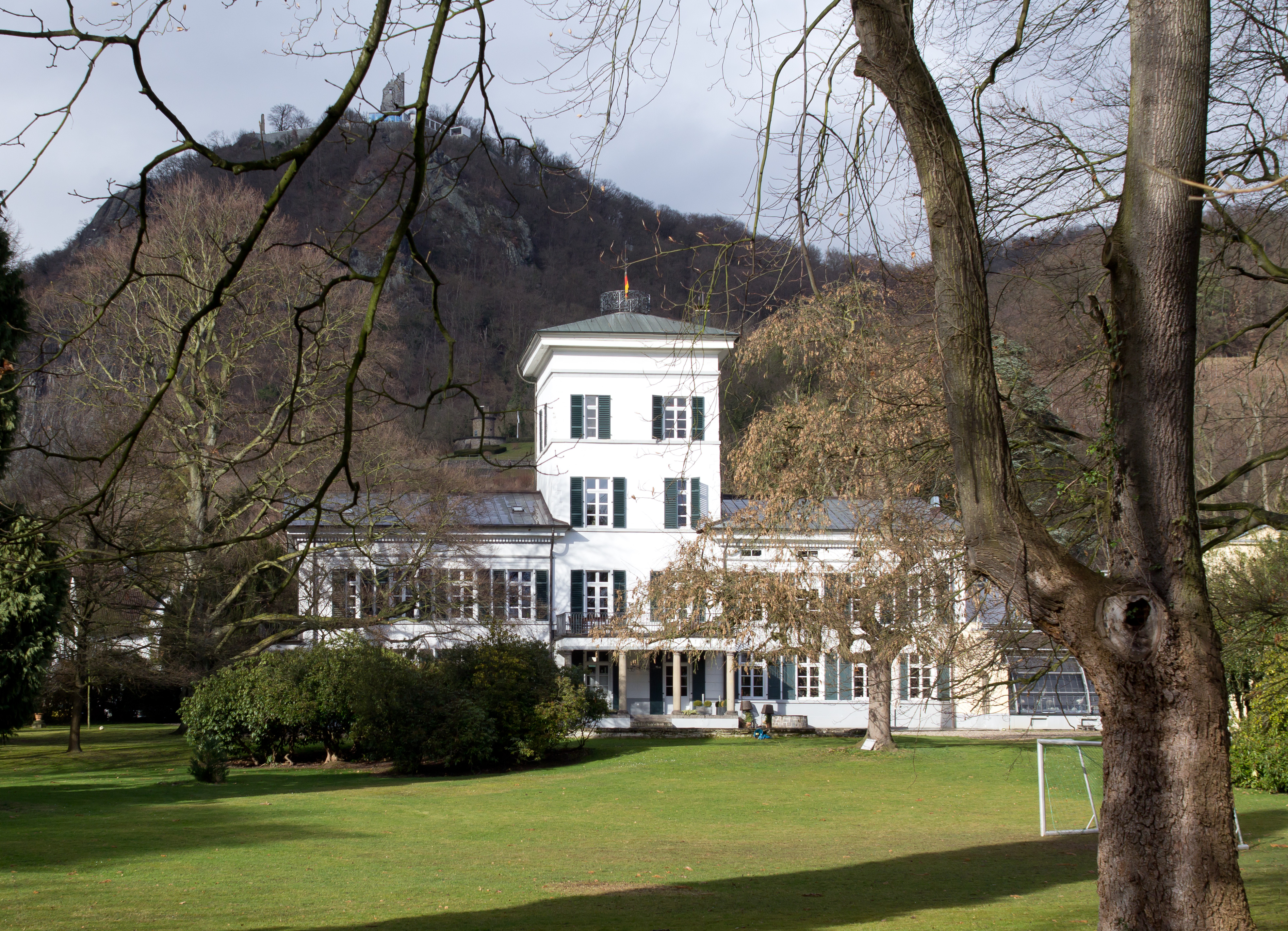
Haus im Turm, im Hintergrund der Drachenfels (2014)

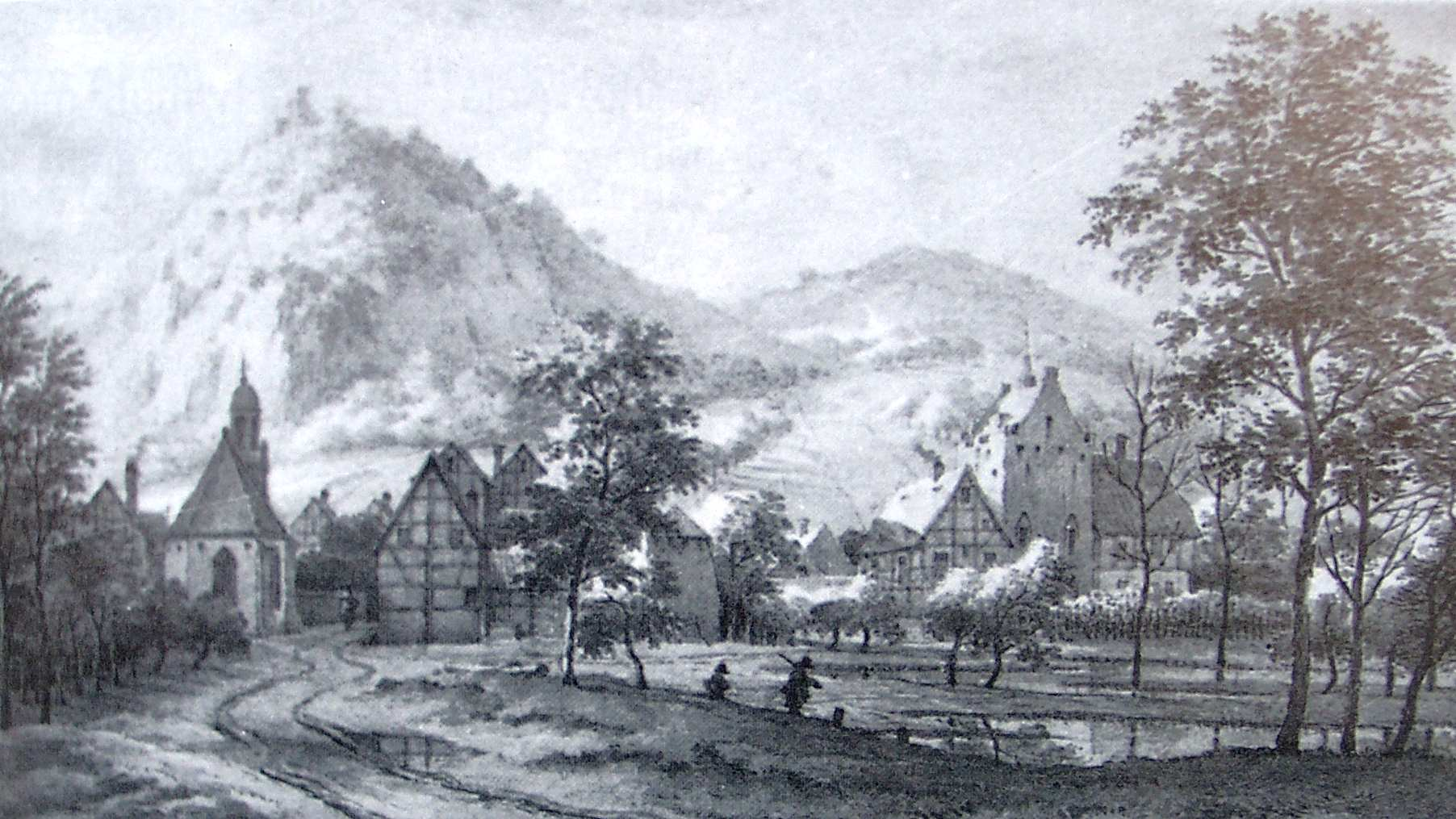
Haus im Turm (1798)

Das Haus im Turm (ehemals Villa Merkens) ist eine Villa in Rhöndorf, einem Ortsteil der Stadt Bad Honnef im nordrhein-westfälischen Rhein-Sieg-Kreis. Es geht auf eine mittelalterliche Burganlage zurück und erhielt sein heutiges Erscheinungsbild im 19. Jahrhundert. Die Villa liegt südlich des Ortszentrums an der Drachenfelsstraße (Hausnummern 4–7) und umfasst auch eine Parkanlage.

## Geschichte

### Haus im Turm
Eine burgartige Anlage, die zunächst aus einem Turm mit umgebenden Wassergräben bestand, wurde vermutlich im 13./14. Jahrhundert und spätestens bis etwa 1440 an der Stelle der heutigen Villa als Sitz der Ritterfamilie „von Roendorp“ erbaut. Seinerzeit erschien das Anwesen in amtlichen Rechnungen als „boven dem thorne“. Es wurde zum Wohngebäude für den seit 1555 eingesetzten Richter des Amtes Löwenburg und beherbergte ein Gefängnis. Das Erdgeschoss im östlichen Teil des damaligen Gebäudes entstand bis zum Spätmittelalter. Nachdem ein Richter Uckerath den Kaplan in Honnef erschossen hatte und geflohen war, zog das Herzogtum Berg dessen Güter ein, zu denen auch das Haus im Turm gehörte. 1637 wurde es von Richter Michael Heister († 1671) erworben, der es durch mehrere Anbauten in Fachwerk erweiterte. Das Haus blieb auch nach seinem Tod im Besitz der Familie Heister. Gemäß einer Katasterbeschreibung des Jahres 1678 umfasste der Gutshof neben Kelter-, Back- und Brauhaus auch umfangreiche Weingärten. Wie aus Zeichnungen des 17. und 18. Jahrhunderts ersichtlich, trug der Turm einen Treppengiebel. Möglicherweise wurde das Mitte des 17. Jahrhunderts erstmals erwähnte benachbarte Weingut namens „Kemenate“ zeitweise zu Wohnzwecken mitbenutzt. Beim Brand Rhöndorfs 1689, ausgelöst von französischen Truppen während des Pfälzischen Erbfolgekriegs, blieben als einzige Gebäude das Haus im Turm und die Kemenate erhalten.

### Villa Merkens

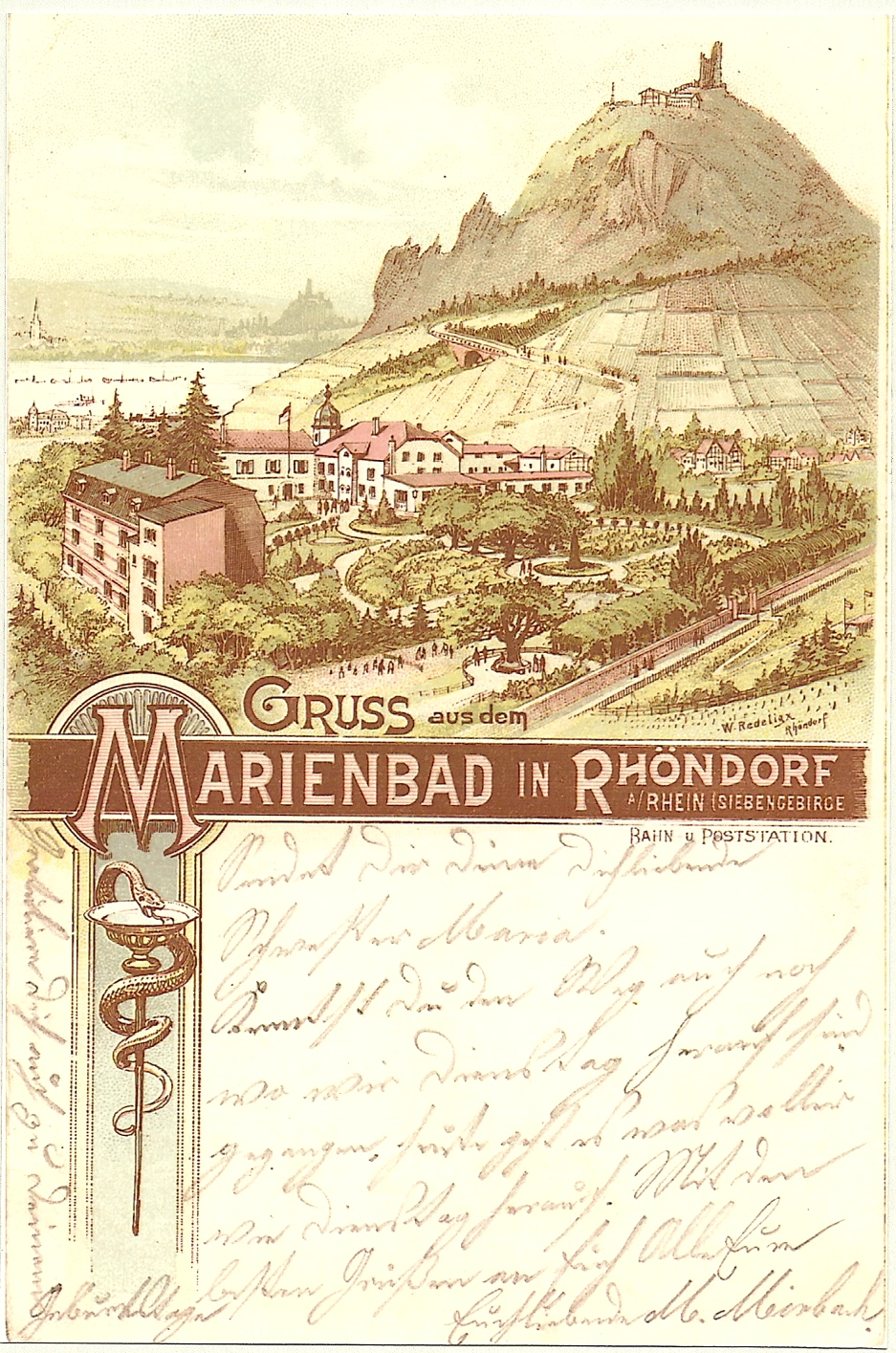
Die „Euteneuersche Anstalt“ um 1898 mit Kemenate (Mitte) und Sanatorium (später Haus St. Hedwig, vorn) – Park und Villa Merkens schließen unmittelbar links an

Anfang des 19. Jahrhunderts erwarb der Kölner Material- und Farbwarenhändler Johann Theodor Essingh (1789–1847) das Haus im Thurm als Sommersitz. In der nachfolgenden Zeit wurde aus dem Anwesen ein klassizistisches Herrenhaus geschaffen. Dabei kam es von 1830 bis 1832 auch zum Umbau des markanten mittelalterlichen Turms; das alte Turmgiebelgeschoss wurde durch eine Dachhaube ersetzt, die von einem Belvedere gekrönt wird. Die heruntergekommenen Flügelbauten des Turmes ließ Essingh abreißen und in klassizistischem Stil neu bauen. Nur die Parkfassade (Südseite) erhielt dabei ein einheitliches Aussehen. Östlich wurde in freitragender Stahl-Glas-Konstruktion ein Gewächshaus, das sogenannte „Glashaus“, angebaut, das 1877/78 um einen zweistöckigen Pavillon erweitert wurde. An der Nordseite des Herrenhauses wurde im Obergeschoss – möglicherweise in diesem Pavillon – durch den Neugotiker Vinzenz Statz eine kleine Kapelle eingebaut. Das Erdgeschoss des Pavillons war mit Wand- und Deckenfresken geschmückt. 1909 schließlich wurde dem Westflügel eine Loggia auf acht Säulen und der Parkseite eine Terrasse mit Balkon auf vier Säulen aus Stenzelbergtrachyt vorgesetzt, entworfen von dem Kölner Baugewerksmeister und Bauunternehmer Architekten Robert Perthel (1859–1944). Gegenüber dem Turm, an der Zufahrt von der Drachenfelsstraße, blieben einige Nebengebäude, „Remise“ genannt, erhalten.
Nach Essinghs Tod ging der Besitz auf seine Tochter Maria Katharina (1827–1908) über. Diese heiratete im Jahr 1849 Franz Merkens (1823–1905), Teilhaber des Kölner Privatbankhauses Seydlitz & Merkens. Erbe wurde deren jüngster Sohn Walter Merkens, Stadtverordneter und Beigeordneter in Bad Honnef (1867–1929), seine Frau Emma Sieger starb am 13. Februar 1943 in Rhöndorf. Letzte Besitzerin aus der Familie Merkens war deren Tochter Ghislaine (1897–1992), die das Anwesen 1963 an das Erzbistum Köln verkaufte.
Ein Antrag der damaligen Besitzerin, Ghislaine Merkens, das Haus abzureißen, um das Grundstück als Bauland nutzen zu können, wurde 1937 abgelehnt, stattdessen wurden Haus und Parkgelände als Landschaftsteil unter Schutz gestellt. Von 1943 bis zum 7. März 1945 war die Villa auf Vermittlung von Konrad Adenauer Ersatzquartier des Schweizer Konsulats unter Leitung von Generalkonsul Franz-Rudolf von Weiss, nachdem das Schweizer Konsulatsgebäude in Köln am 29. Juni 1943 bei einem britischen Bombenangriff zerstört worden war. Die Mitarbeiter des Konsulats wohnten in den dafür hergerichteten Nebengebäuden der Villa sowie dem Hotel Wolkenburg. Nach Kriegsende wurde sie zum Zwecke einer Mietnutzung in kleinere Einheiten unterteilt. Ghislaine Merkens wohnte in dem Haus bis 1960.

### Nachbargebäude: Kurhaus, Mütterkurheim und Landvolkshochschule
1895 erwarb der Arzt Eugen Euteneuer (1847–1922) die Kemenate auf dem Nachbargrundstück, die zuletzt als Sanatorium genutzt wurde. Er richtete darin eine „Wasserheilanstalt“ für Kneipp’sche Anwendungen ein und nannte es „Marienbad“. Neben der Kemenate erbaute er ein Sanatorium aus Backstein. Das gesamte Anwesen wurde 1921/1922 von der „Vereinigung für Familienhilfe in der Erzdiözese Köln e.V.“ gekauft, das Sanatorium wurde erweitert und am 23. Februar 1923 als „Mütterkurheim St. Hedwig“ (später „Haus St. Hedwig“ genannt) wiedereröffnet. Im Zweiten Weltkrieg wurde es zeitweise zu Lazarettzwecken genutzt.
1952 verlegte die 1950 gegründete Landvolkshochschule des Erzbistums Köln unter ihrem Leiter Egidius Schneider ihren Seminarbetrieb vom Nikolausstift in Füssenich nach Rhöndorf in das Haus Kemenate und weitete ihn aus, so dass die Kapazität der Kemenate nicht mehr ausreichte. 1956 wurden die Gebäude abgebrochen, und das Erzbistum baute an der Stelle eine neue Bildungsstätte nach Plänen des Architekten Joachim Schürmann.

### Bildungsstätte und neue Nutzung
1963 erwarb das Erzbistum Köln die Villa von der Familie Merkens. Der neue Eigentümer riss Teile der Nebengebäude ab, veränderte den Dachstuhl und tauschte die Fachwerkelemente des linken Seitentrakts durch Massivmauerwerk aus. Das Haus, in dem zunächst noch Mieter wohnen blieben, enthielt Dienstwohnungen und einen Saal zur Benutzung durch Mütterkurheim und Landvolkshochschule. Ab Ende der 1970er-Jahre stand es ausschließlich der Landvolkshochschule zur Verfügung, die dort Gästezimmer und Seminarräume einrichtete. In den 1980er- und 1990er-Jahren erfolgte eine gründliche Renovierung, bei der auch das Glashaus und die Fresken saniert wurden. Die Remisen wurden wegen schlechten Bauzustandes 1981 abgerissen und durch einen ihnen stilistisch nachempfundenen Neubau ersetzt, der mit dem „Schürmann-Bau“ zusammengeschlossen wurde und Rezeption und Verwaltung der „Katholischen Landvolkshochschule Egidius Schneider“ aufnahm. 2000 wurden Landvolkshochschule und Haus St. Hedwig zu einer Betriebsgemeinschaft „Tagungszentrum Rhöndorf“ zusammengeschlossen. 2004 gab das Erzbistum Köln das Tagungszentrum auf und verkaufte die Gebäude und den Park.
Die neue Nutzung der Villa, des Parks und des benachbarten Hauses St. Hedwig und des Gebäudes der Landvolkshochschule war in der Stadt umstritten. 2009 wurde eine aufwändige Sanierung der Villa abgeschlossen, im Zuge derer auch ein verglaster Treppenturm entstand. Das Gebäude der Landvolkshochschule wurde inzwischen zugunsten von Wohnbebauung abgerissen, das Haus St. Hedwig bis 2014 zum „Hedwig-Parkdomizil“ mit Gewerbeeinheiten und Mietwohnungen umgebaut.
Heute ist das Haus im Turm mit der erhalten gebliebenen Remise und dem angeschlossenen Fachwerkhaus Standort einer gehobenen Gastronomie mit Weinverkauf und war von Anfang 2009 bis Anfang 2018 zudem Sitz einer in Köln gegründeten Wirtschaftsfachschule sowie eines von dem geschäftsführenden Gesellschafter dieser Einrichtung geleiteten Honorarkonsulats der Republik Trinidad und Tobago, dessen Konsularbezirk zuletzt das Land Nordrhein-Westfalen und die Länder Hessen, Rheinland-Pfalz und Saarland umfasste. Das Gebäude steht mit seinem Gewölbekeller seit dem 27. August 1981 als Baudenkmal unter Denkmalschutz. Seit 2014 präsentiert die Kunstsammlerin Andra Lauffs-Wegner ihre Sammlung in der benachbarten Villa, dem Haus Hedwig, und dem angrenzenden Park.

## Park

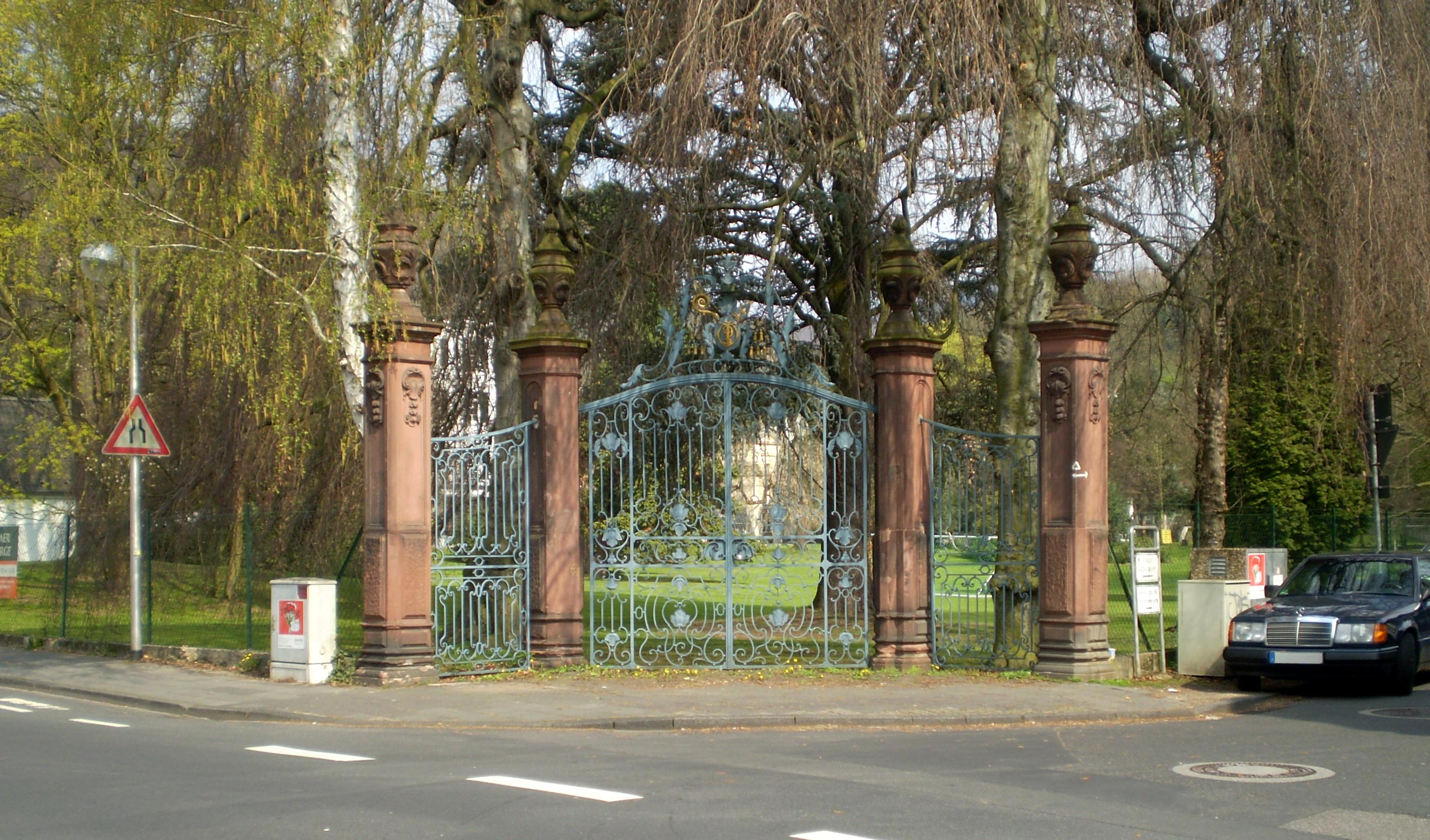
Eingangstor zum Park (2012)

Der Park der Villa reicht bis zum Frankenweg und beinhaltet zum Teil seltene Bäume mit Beständen, die Tulpenbaum, Trompetenbaum sowie Spießtanne umfassen. Zur Eingangsseite der Villa hin befindet sich ein barockes Brunnenbecken aus dem 17. Jahrhundert mit Kartusche-Ornamenten des Klosters Heisterbach. Im gleichen Stil grenzt an der Ecke Frankenweg/Rhöndorfer Straße ein großes, schmiedeeisernes Rokoko-Tor den Park ab, das aus rotem Sandstein besteht und an dieser Stelle seit dem 19. Jahrhundert aufgestellt ist. Es wird vom Wappen der Bischöfe von Metz geschmückt und entstammt der dortigen Kathedrale Saint-Étienne. Eine Umgestaltung des Parks erfolgte nach seinem Kauf durch das Erzbistum Köln, eine weitere nach der Schließung der Landvolkshochschule in der früheren Villa Merkens.